# Thorin III
Thorin III Yelmo de Piedra es un personaje ficticio del legendarium del escritor británico J. R. R. Tolkien. Thorin III vivió a finales de la Tercera Edad del Sol y principios de la Cuarta Edad del Sol. Era un enano de la Casa de los Barbiluengos, hijo de Dáin II Pie de Hierro. 
Nació en el año 2866 de la Tercera Edad del Sol. En el año 3019 de la Tercera Edad, cuando su padre murió defendiendo Erebor del asedio de los Orientales se convirtió en Rey de Erebor y junto con Bardo II y los hombres de la Ciudad de Valle derrotó a los invasores.
Junto con Bardo II fue un gran aliado de Aragorn, rey del Reino Unificado.